# Dịch Hội Mãn
Dịch Hội Mãn (tiếng Trung giản thể: 易会满, bính âm Hán ngữ: Yì Huì Mǎn, sinh ngày 19 tháng 12 năm 1964, người Hán) là chuyên gia kinh tế học, chính trị gia nước Cộng hòa Nhân dân Trung Hoa. Ông là Ủy viên Ủy ban Trung ương Đảng Cộng sản Trung Quốc khóa XX, Ủy viên dự khuyết khóa XIX, hiện là Bí thư Đảng ủy, Chủ tịch Ủy ban Điều tiết chứng khoán Trung Quốc. Ông nguyên là Bí thư Đảng ủy, Chủ tịch Ngân hàng Công Thương Trung Quốc; Phó Chủ tịch, Giám đốc ICBC.
Dịch Hội Mãn là đảng viên Đảng Cộng sản Trung Quốc, có học vị Cử nhân Thống kê học, Cử nhân Quản lý kỹ thuật, Thạc sĩ Quản trị kinh doanh, Tiến sĩ Quản trị học, học hàm Cao cấp công trình sư, Nhà nghiên cứu cấp Giáo sư ngành Kinh tế. Ông có sự nghiệp 35 năm trong ngành ngân hàng, là nhà kinh tế nổi bật của Trung Quốc.

## Xuất thân và giáo dục
Dịch Hội Mãn sinh ngày 19 tháng 12 năm 1964 tại huyện Thương Nam, thuộc địa cấp thị Ôn Châu, tỉnh Chiết Giang, Cộng hòa Nhân dân Trung Hoa. Ông lớn lên và tốt nghiệp phổ thông ở Thương Nam, sau đó trúng tuyển Học viện Công nghiệp điện tử Hàng Châu (nay là Đại học Điện tử Hàng Châu) vào tháng 9 năm 1982 rồi tới thủ phủ Hàng Châu của Chiết Giang để theo học, tốt nghiệp cao đẳng chuyên ngành thống kê học vào tháng 7 năm 1984. Ông được kết nạp Đảng Cộng sản Trung Quốc vào tháng 1 năm 1986. Tháng 5 năm 1995, ông tham gia học tập và nghiên cứu tại Đại học Chiết Giang, nhận bằng Cử nhân chuyên ngành Quản lý kỹ thuật vào tháng 2 năm 1997. Cuối năm 2007, ông theo học cao học tại Học viện Quang Hoa của Đại học Bắc Kinh, là Thạc sĩ chuyên ngành Quản trị kinh doanh dành cho nhà quản lý vào tháng 7 năm 2009, sau đó, cùng với việc hoạt động trong lĩnh vực công việc của mình, công là nghiên cứu sinh tại Đại học Nam Kinh, trở thành Tiến sĩ Quản trị học rồi được phong hàm Nhà nghiên cứu cấp Giáo sư ngành Kinh tế học.

## Sự nghiệp

### Các giai đoạn
Tháng 8 năm 1984, sau khi tốt nghiệp cao đẳng về thống kê học, Dịch Hội Mãn bắt đầu sự nghiệp khi được nhận vào làm Kế hoạch viên Phòng Kế hoạch, chi nhánh Hàng Châu của Ngân hàng Nhân dân Trung Quốc. Tháng 1 năm 1985, ông được chuyển sang làm việc ở Ngân hàng Công Thương Trung Quốc (ICBC), làm Phó Trưởng phòng Kế hoạch chi nhánh Hàng Châu của ICBC. Tháng 2 năm 1991, ông được phân công làm Phó Chủ nhiệm Văn phòng Tây Hồ (西湖办事处), chi nhánh ICBC Hàng Châu, và thăng chức làm Chủ nhiệm sau đó. Tháng 6 năm 1993, ông được điều về làm Trưởng phòng Kế hoạch ICBC Hàng Châu, rồi bổ nhiệm làm Phó Giám đốc ICBC Hàng Châu từ tháng 4 năm 1994, chủ trì từ tháng 7 năm 1997. Đến tháng 7 năm 1998, Dịch Hội Mãn nhậm chức Phó Giám đốc ICBC chi nhánh Chiết Giang, kiêm nhiệm Giám đốc ICBC Hàng Châu, rồi chuyển sang làm Tổng Giám đốc bộ phận kinh doanh ICBC Chiết Giang cuối năm này.
Tháng 1 năm 2000, Dịch Hội Mãn được điều sang tỉnh Giang Tô, nhậm chức Phó Giám đốc ICBC chi nhánh Giang Tô, chủ trì công tác thường nhật, sau đó nhậm chức Bí thư Đảng ủy, Giám đốc ICBC Giang Tô từ tháng 10 năm 2000. Đến tháng 5 năm 2005, ông được điều về thủ đô Bắc Kinh, nhậm chức Bí thư Đảng ủy, Giám đốc ICBC chi nhánh Bắc Kinh, sau đó được bầu làm Ủy viên Đảng ủy, nhà quản lý cấp cao của ICBC từ tháng 6 cùng năm. Tháng 5 năm 2008, ông được bổ nhiệm làm Phó Giám đốc ICBC, rồi được thăng chức làm Giám đốc ICBC từ tháng 5 năm 2013. Vào tháng 5 năm 2016, Dịch Hội Mãn được phân công làm Bí thư Đảng ủy, nhậm chức Chủ tịch Ngân hàng Công Thương Trung Quốc, cấp phó bộ, tỉnh, giữ chức này cho đến năm 2019, với 35 năm công tác ngành ngân hàng.

### Chứng khoán Trung Quốc
Tháng 10 năm 2017, Dịch Hội Mãn tham gia đại hội đại biểu toàn quốc, được bầu làm Ủy viên dự khuyết Ủy ban Trung ương Đảng Cộng sản Trung Quốc khóa XIX tại Đại hội Đảng Cộng sản Trung Quốc lần thứ 19. Ông được xem là một nhà quản lý ngân hàng nổi bật, được Diễn đàn phát triển Ngân hàng Trung Quốc trao giải thưởng "Trác việt Ngân hàng gia" (卓越银行家) vào ngày 23 tháng 8 năm 2018, trong kỳ đại hội lần thứ VI. Tháng 1 năm 2019, Tổng lý Lý Khắc Cường quyết định bổ nhiệm ông làm Bí thư Đảng ủy, Chủ tịch Ủy ban Điều tiết chứng khoán Trung Quốc, cấp chính bộ, tỉnh, và ông chính thức lãnh đạo việc quản lý và giám sát thị trường chứng khoán Trung Quốc vào thời điểm này. Cuối năm 2022, ông tham gia Đại hội Đảng Cộng sản Trung Quốc lần thứ XX từ đoàn đại biểu khối cơ quan trung ương Đảng và Nhà nước. Trong quá trình bầu cử tại đại hội, ông được bầu là Ủy viên Ủy ban Trung ương Đảng Cộng sản Trung Quốc khóa XX.